# Buch am Wald
Pour les articles homonymes, voir Buch et Wald.
Buch am Wald est une commune allemande, située en Bavière, dans l'arrondissement d'Ansbach et le district de Moyenne-Franconie.

## Géographie

Situation de Buch am Wald dans l'arrondissement d'Ansbach

Buch am Wald est située dans le parc naturel de Frankenhöhe, à 22 km au nord-ouest d'Ansbach, le chef-lieu de l'arrondissement. La commune fait partie de la communauté administrative de Schillingsfürst.

## Histoire
Buch am Wald a appartenu à la principauté d'Ansbach.
Dans les années 1970, les communes de Gastenfelden et Hagenau ont été incorporées à la commune de Burg am Wald. Lors du recensement de 1910 et dans ses limites actuelles, Burg am Wald comptait 1 014 habitants. En 1933, on comptait 945 habitants et, en 1939, 893 habitants.